# Aimar de Maugiron
Aimar de Maugiron († 28. April 1564 in Paris) war von 1547/1554 bis 1564 Bischof von Glandèves.

## Leben
Aimar (oder Aymar) de Maugiron war der dritte Sohn des Guy de Maugiron, Generalleutnant der Dauphiné; seine Mutter war Ozanne de l’Hermite. Der Mignon Louis de Maugiron war sein Neffe. Aimar trat in die Dienste der Kirche, löste 1527/28 den zum Erzbischof beförderten Pierre Palmier als Dekan des Kapitels von Vienne ab und wurde 1547 Kommendatarabt von Montmajour-lés-Arles. 1554 wird er als Bischof von Glandéves genannt; wann genau er in dieses Amt kam, ist nicht bekannt, Fisquet gibt 1547 an. Auf einer Urkunde des Kapitels von St.-Maurice (Kathedrale von Vienne) vom 25. September 1554 erscheint er mit den Titeln Abt und Bischof. Am 5. Januar 1557 erscheint er auf der Versammlung der Fürsten des Königreichs im Großen Saal des Parlement de Paris. In dieser Stadt starb er auch, am 28. April 1564.
Das Bistum Glandèves blieb nach Maugirons Tod längere Zeit vakant; es wurde erst 1572 mit Hugolin Martelli wieder besetzt.